# 2022년 아시안 게임 태국 선수단
2022년 아시안 게임 태국 선수단은 중국 항저우에서 열리는 제19회 아시안 게임에 참가한 태국 국가대표 선수단이다. 태국의 아시안 게임 출전은 이번이 통산 19번째이다.

## 메달리스트
다음은 이번 대회의 태국 메달리스트 목록이다. 

## 참가 선수
다음은 각 종목별 참가 선수 현황이다. 대회 공식홈페이지 자료를 참고하였다.

## 종목별 성적

### 배구

#### 여자
- 타나차 숙솟

### 육상

#### 남자 트랙/도로
달리기
- 푸리폴 분손